# Nhà thờ chính tòa La Seu d'Urgell

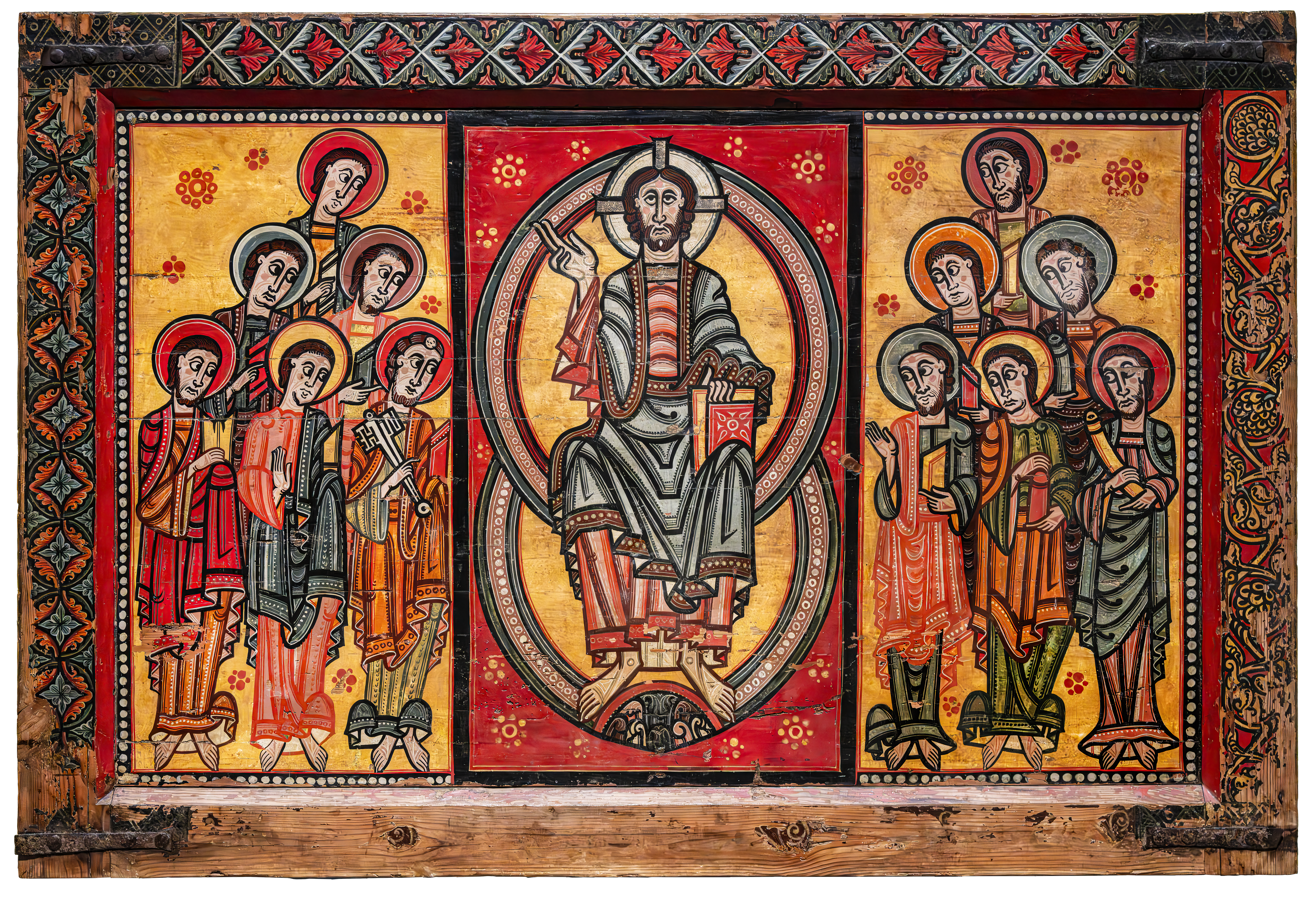
Altar frontal from La Seu d'Urgell or of The Apostles, bây giờ được lưu trữ tại Museu Nacional d'Art de Catalunya.

Nhà thờ chính tòa La Seu d'Urgell, gọi là Cathedral of la Seu d'Urgell hay Cathedral of Urgel, là nhà thờ chính tòa nằm ở thành phố La Seu d'Urgell, (Alt Urgell), trung tâm của Giáo hội Công giáo Roma Urgell. Nhà thờ này là nơi cung hiến Thánh Mary. Nhà thờ có kiến trúc duy nhất trong ở đây với kiến trúc Italy trên các trang trí mặt tiền.
Nhà thờ chính tòa được xây dựng năm 1116, và vì vậy là nhà thờ cổ nhất ở Catalunya.